# قبادلی
قُبادلی (ترکی آذربایجانی: Qubadlı) (از ۲۰۲۰-۱۹۹۳: کاشونیک، ارمنی: Քաշունիք و وروتان، ارمنی: Որոտան و ساناسار، ارمنی: Սանասար) شهری در شهرستان قبادلی جمهوری آذربایجان و مرکز این شهرستان است. این شهر میان جنگ‌های اول و دوم قره‌باغ (۲۰۲۰-۱۹۹۳) به مدت ۲۷ سال به صورت دفاکتو جزء استان کاشاتاق جمهوری آرتساخ بود.
جمعیت قبادلی در سال ۲۰۲۰ بالغ بر ۹٬۵۰۰ نفر بوده است که البته اهالی شهر در این سال به صورت مهاجر اجباری در نقاظ مختلف جمهوری آذربایجان ساکن بوده‌اند. هرچند این شهر بر اساس سرشماری سال ۱۹۸۹ میلادی، ۵٬۵۰۸ نفر جمعیت داشت؛ ولی با متروکه شدن آن، جمعیت ساکن در آن در سال ۲۰۱۵ به تنها ۶۰۰ نفر رسیده بود.

## تاریخچه

### جنگ اول قره‌باغ
شهر قبادلی در ۲۱ اوت سال ۱۹۹۳ میلادی توسط نیروهای ارمنستان اشغال شده بود.

### جنگ ناگورنو قره‌باغ (۲۰۲۰) و توافقنامه آتش‌بس
۲۵ اکتبر سال ۲۰۲۰ میلادی، الهام علی‌اف، رئیس‌جمهوری آذربایجان از آزادسازی شهر قبادلی از سوی نیروهای مسلح جمهوری آذربایجان در جریان جنگ ناگورنو قره‌باغ (۲۰۲۰) خبر داد. سپس فیلمی تأییدی از حضور نیروهای آذربایجان در شهر قبادلی منتشر شد.
یک روز بعد، مقامات ارمنستان تأیید کردند، که کنترل شهر قبادلی را از دست داده‌اند.

## نگارخانه

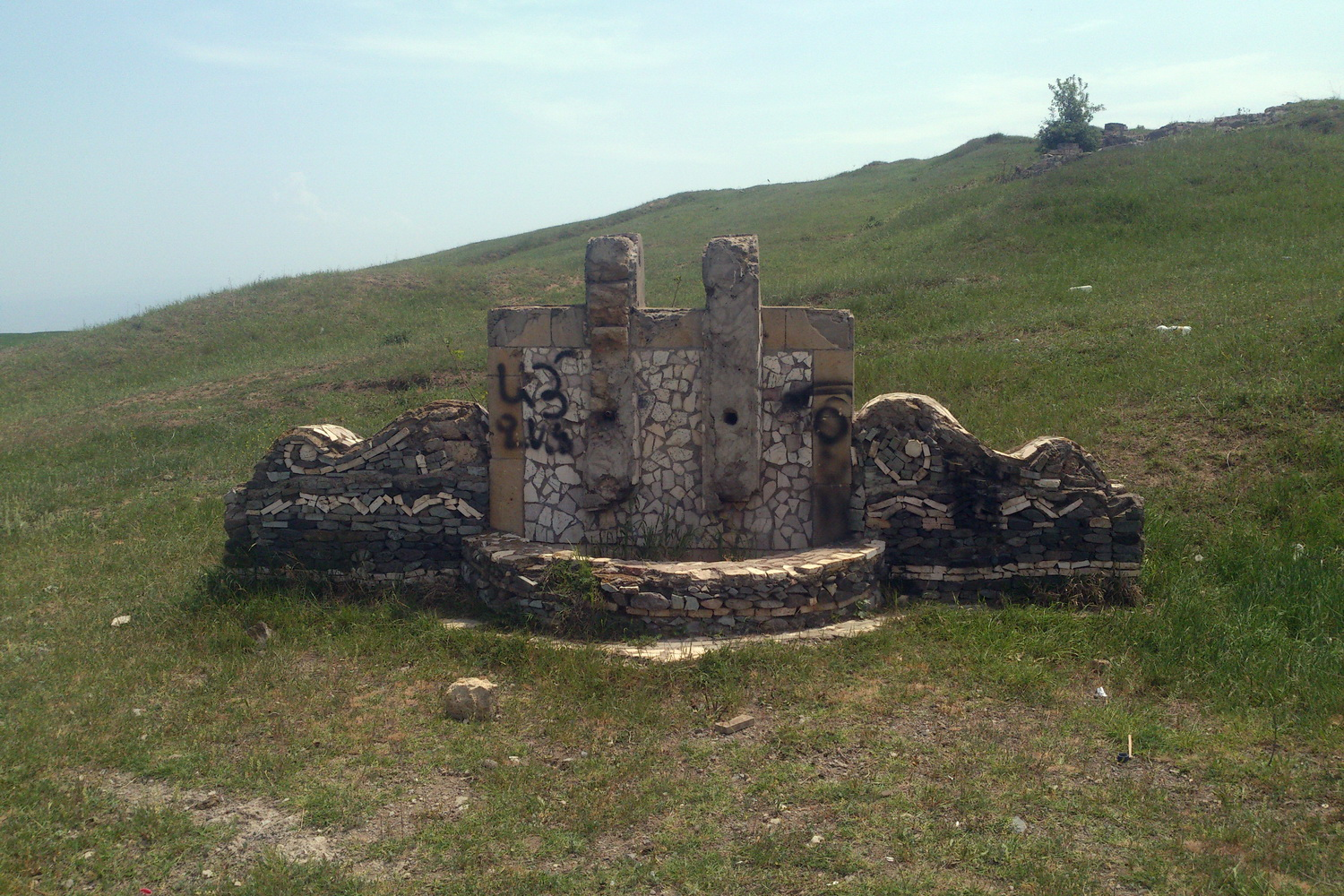
یک چشمه در قبادلی